# Watthana
Watthana hay Vadhana (tiếng Thái: วัฒนา, phiên âm: Vát-tha-na) là một trong 50 quận (khet) của thành phố Băng Cốc, Thái Lan. Các quận giáp ranh (từ phía bắc theo chiều kim đồng hồ): Ratchathewi, Huai Khwang, Suan Luang, Phra Khanong, Khlong Toei, Sathon, và Pathum Wan.

## Lịch sử
Watthana là một quận riêng sau khi tách từ Khlong Toei năm 1998 và được đặt tên theo công chúa Galyani Vadhana, chị gái của vua Bhumibol Adulyadej. Watthana hay Vadhana có nghĩa là "phát triển". Khu vực này là vùng phát triển nhất ở Bangkok.

## Hành chính

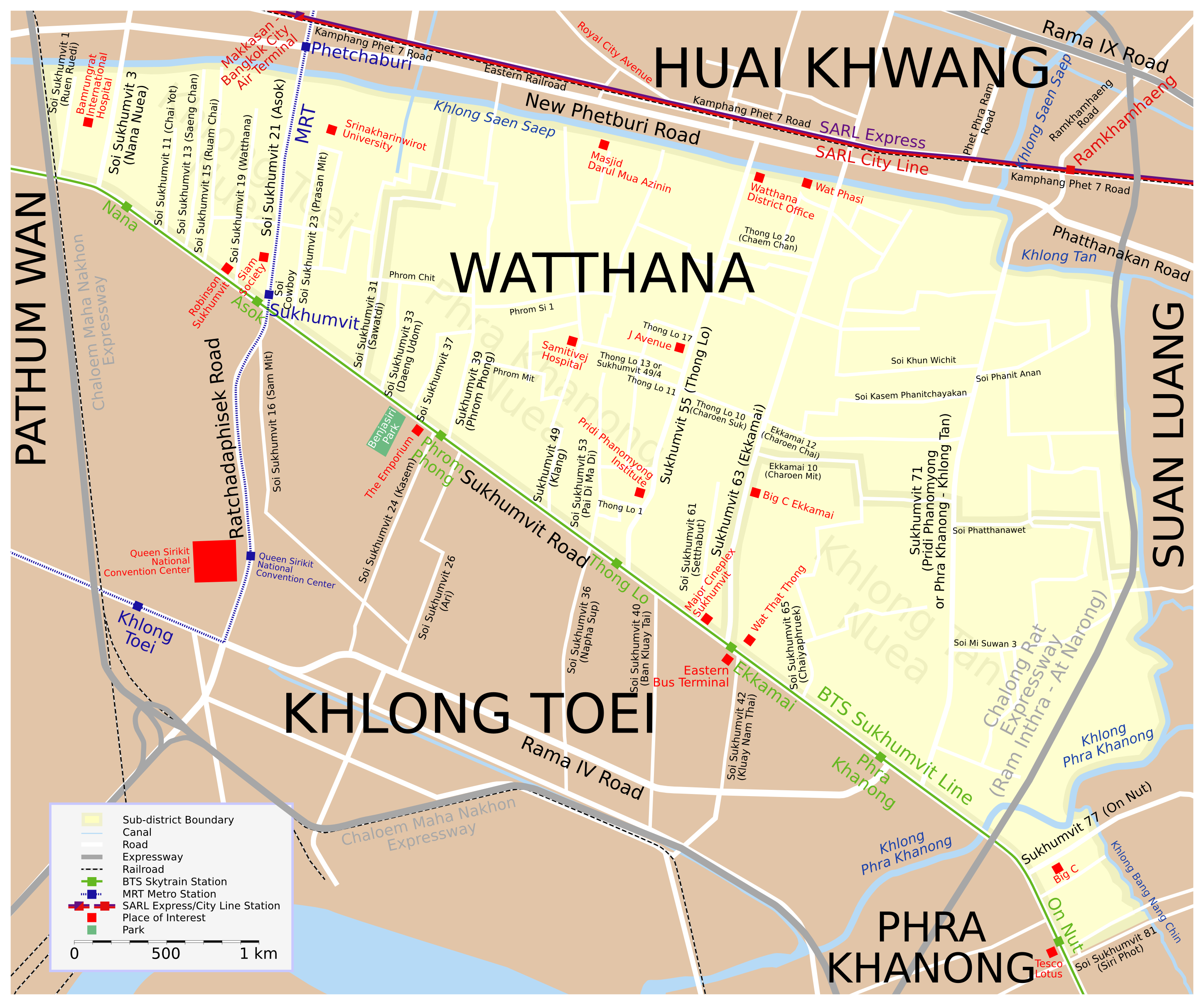
Bản đồ quận

Quận này được chia thành 3 phó quận (kwaeng).
| 1. | Khlong Toei Nuea  | คลองเตยเหนือ |  |
| 2. | Khlong Tan Nuea   | คลองตันเหนือ  |  |
| 3. | Phra Khanong Nuea | พระโขนงเหนือ |  |